# 中尾長
中尾 長（なかお ひさし、1910年 - 1937年9月19日）は、広島県出身のプロ野球選手。ポジションは外野手。

## 来歴・人物
広島県出身であるが、出生地が県内のどこであるかは未詳。広陵中に入学し、野球部に入部する。1926年、春の選抜でエース・田岡兵一、角田隆良らと初優勝に貢献。中尾も一回戦の静岡中戦で本塁打を打った。翌1927年選抜は田部武雄、八十川胖両好投手を擁し、打線も中尾も含め山城健三、三浦芳郎らを揃え広陵野球部史上最強チームと言われた。しかし、連覇を狙った春の選抜では、大会屈指の好投手小川正太郎擁す和歌山中に、夏の選手権も水原茂らの高松商に決勝で敗れ、広陵中は春夏連続準優勝であった。なおこの年、春の選抜では、山城が1回戦の静岡中戦と2回戦の松本商戦で史上3人目の2試合連続本塁打を、夏の選手権では、2回戦の敦賀商戦で、八十川が史上2人目のノーヒットノーランを、中尾と三浦が本塁打を記録した。中尾は阪神甲子園球場で2本のホームランを記録していることから、当時の野球用具の状況を考えれば、かなりのスラッガーであったと思われる。
明治大に進学し、1934年には（野球部）の第23代主将を務める。
大学卒業後、神戸市の川崎造船所（現・川崎重工業船舶海洋ディビジョン神戸工場）に入社。明治大学野球部の先輩である井野川利春の誘いで、戦前の実業団野球の強豪門鉄（門司鉄道局）に移る。その後、召集されるも1937年に除隊し、東京セネタースに入団する。しかし、登録のみで試合出場は無いまま、同年7月13日再召集される。同年9月19日中国北部山岳地帯で戦死。
東京ドーム敷地内にある鎮魂の碑に、彼の名前が刻まれている。

## 詳細情報

### 年度別打撃成績
- 一軍公式戦出場なし

### 背番号
- 3 （1937年）